# Richard Farnsworth
Richard W. Farnsworth (født 1. september 1920, død 6. oktober 2000) var en amerikansk skuespiller og stuntman. I 1979 modtog Farnsworth en nominering til en Oscar for bedste mandlige birolle for Hvor vinden raser og i 1999 blev han nomineret til en Oscar for bedste mandlige hovedrolle for filmen The Straight Story.

## Død
Han begik selvmord med et riffel den 6. oktober 2000 i Lincoln, New Mexico, USA, efter at være blevet diagnosticeret med uhelbredelig kræft.

## Eksterne henvisning
- Richard Farnsworth på Internet Movie Database (engelsk)
- Richard Farnsworth på Filmdatabasen
- Richard Farnsworth på Scope
- Richard Farnsworth på Svensk Filmdatabas (svensk)
- Richard Farnsworth på AlloCiné (fransk)
- Richard Farnsworth på AllMovie (engelsk)
- Richard Farnsworth på Turner Classic Movies (engelsk)
- Richard Farnsworth på Rotten Tomatoes (engelsk)
- Richard Farnsworth på The Movie Database (engelsk)